# Volley-ball féminin aux Jeux méditerranéens de 2009
Navigation
2005 2013
Les 14e Jeux méditerranéens se sont déroulés du 28 juin au 4 juillet 2009 à Pescara (Italie).

## Équipes présentes
| - Albanie - Algérie - Bosnie-Herzégovine - Croatie - France - Grèce - Italie - Turquie |

## Tour préliminaire

### Composition des groupes
| Poule A                                                 | Poule B                                      |
| ------------------------------------------------------- | -------------------------------------------- |
| Site : Pescara Albanie Bosnie-Herzégovine Grèce Turquie | Site : Pescara Algérie Croatie France Italie |

### Poule A
| # | Équipe             | Pts | J | G | P | Sp  | Sc   | Ratio | Pp | Pc | Ratio |
| - | ------------------ | --- | - | - | - | --- | ---- | ----- | -- | -- | ----- |
| 1 | Turquie            | 6   | 3 | 3 | 0 | 225 | 145  | 1.552 | 9  | 0  |       |
| 2 | Grèce              | 5   | 3 | 2 | 1 | 235 | 210  | 1.119 | 6  | 4  | 1.5   |
| 3 | Bosnie-Herzégovine | 4   | 3 | 1 | 2 | 224 | 2693 | 0.083 | 4  | 8  | 0.5   |
| 4 | Albanie            | 3   | 3 | 0 | 3 | 194 | 254  | 0.764 | 2  | 9  | 0.222 |

### Poule B
| # | Équipe  | Pts | J | G | P | Sp  | Sc  | Ratio | Pp | Pc | Ratio |
| - | ------- | --- | - | - | - | --- | --- | ----- | -- | -- | ----- |
| 1 | Italie  | 6   | 3 | 3 | 0 | 225 | 150 | 1.5   | 9  | 0  |       |
| 2 | Croatie | 5   | 3 | 2 | 1 | 232 | 192 | 1.208 | 6  | 4  | 1.5   |
| 3 | France  | 4   | 3 | 1 | 2 | 191 | 224 | 0.853 | 4  | 6  | 0.667 |
| 4 | Algérie | 3   | 3 | 0 | 3 | 143 | 225 | 0.636 | 0  | 9  | 0     |

## Phase finale

### Classements 1-4

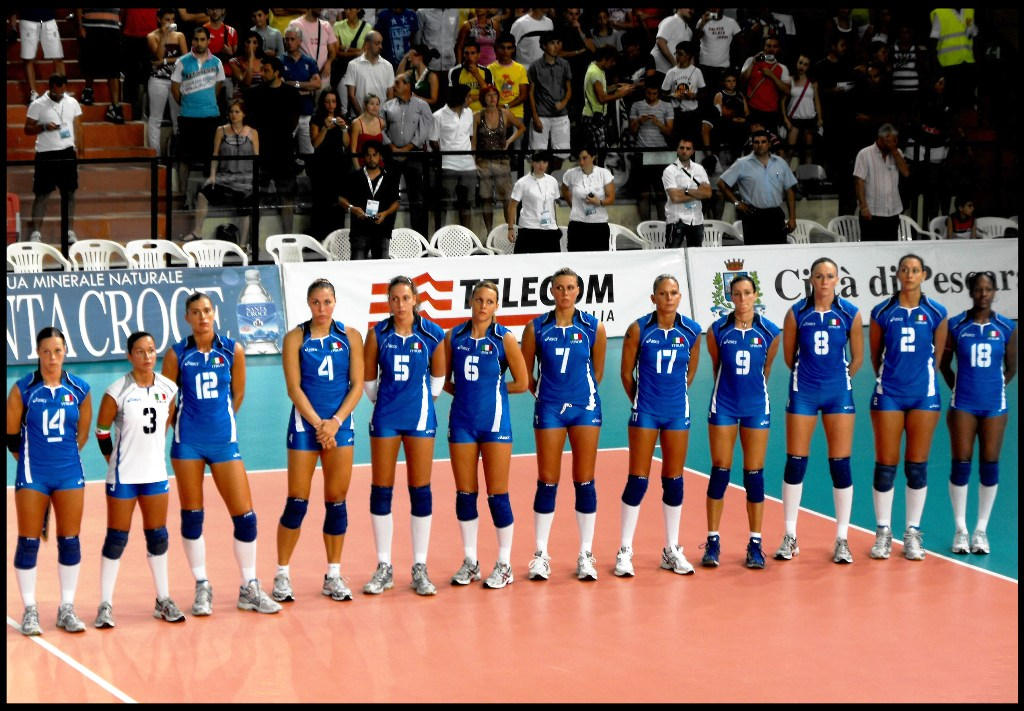
Équipe d'Italie de volleyball féminin vainqueur de médaille d'or

|  | Demi-finales                       | Demi-finales                       |                        |   | Finale                                   | Finale                                   |
|  | Demi-finales                       | Demi-finales                       |                        |   | Finale                                   | Finale                                   |
|  |                                    |                                    |                        |   |                                          |                                          |
|  | 02-07-09 (27-29 25-15 25-22 25-17) | 02-07-09 (27-29 25-15 25-22 25-17) |                        |   | 04-07-09 (25-17 20-25 18-25 25-19 10-15) | 04-07-09 (25-17 20-25 18-25 25-19 10-15) |
|  | 02-07-09 (27-29 25-15 25-22 25-17) | 02-07-09 (27-29 25-15 25-22 25-17) |                        |   | 04-07-09 (25-17 20-25 18-25 25-19 10-15) | 04-07-09 (25-17 20-25 18-25 25-19 10-15) |
|  | Turquie                            | 3                                  |                        |   | 04-07-09 (25-17 20-25 18-25 25-19 10-15) | 04-07-09 (25-17 20-25 18-25 25-19 10-15) |
|  | Turquie                            | 3                                  |                        |   | 04-07-09 (25-17 20-25 18-25 25-19 10-15) | 04-07-09 (25-17 20-25 18-25 25-19 10-15) |
|  | Croatie                            | 1                                  |                        |   | 04-07-09 (25-17 20-25 18-25 25-19 10-15) | 04-07-09 (25-17 20-25 18-25 25-19 10-15) |
|  | Croatie                            | 1                                  | Turquie                | 2 |                                          |                                          |
|  | 02-07-09 (21-25 25-21 25-21 25-18) |                                    | Turquie                | 2 |                                          |                                          |
|  |                                    | Italie                             | 3                      |   |                                          |                                          |
|  | Italie                             | Italie                             | 3                      | 3 |                                          |                                          |
|  | Italie                             |                                    |                        | 3 |                                          |                                          |
|  | Grèce                              | 1                                  |                        |   |                                          |                                          |
|  | Grèce                              | 1                                  | Match pour la 3e place |   |                                          |                                          |
|  |                                    |                                    |                        |   |                                          |                                          |
|  | 04-07-09 (25-14 25-21 25-18)       |                                    |                        |   |                                          |                                          |
|  |                                    |                                    |                        |   |                                          |                                          |
|  | Croatie                            | 3                                  |                        |   |                                          |                                          |
|  | Croatie                            | 3                                  |                        |   |                                          |                                          |
|  | Grèce                              | 0                                  |                        |   |                                          |                                          |
|  | Grèce                              | 0                                  |                        |   |                                          |                                          |

## Classement final
| Place              | Équipe             |
| ------------------ | ------------------ |
| Médaille d'or      | Italie             |
| Médaille d'argent  | Turquie            |
| Médaille de bronze | Croatie            |
| 4                  | Grèce              |
| 5                  | Bosnie-Herzégovine |
| 6                  | France             |
| 7                  | Algérie            |
| 8                  | Albanie            |